# 진안 도통리 청자요지
진안 도통리 청자요지(鎭安 道通里 靑瓷窯址)는 대한민국 전북특별자치도 진안군 성수면 도통리에 있는 청자요지이다. 2016년 12월 16일 전라북도의 기념물 제134호 진안 도통리 중평 청자요지로 지정되었다가, 2019년 9월 2일 대한민국의 사적 제551호 진안 도통리 청자요지로 승격되었다.

## 개요
「진안 도통리 청자요지」는 전북 진안군 성수면, 백운면에 자리한 내동산에서 서북쪽으로 뻗어 내린 산줄기의 끝, 중평마을 내에 자리하고 있다. 중평마을 전역에는 청자와 갑발 조각 등이 널리 분포하고 있으며, 마을 일부에는 대규모의 요도구 퇴적층이 아직 남아있다.
요지의 존재는 지표조사 등을 통해 이미 알려져 있었으며, 2013년 최초의 발굴조사가 이루어진 후 2017년까지 총 5차례의 시·발굴조사가 이루어졌다.
조사 결과, 「진안 도통리 청자요지」는 10~11세기에 걸쳐 초기청자를 생산했던 가마터로, 우리나라에서 처음 청자를 제작하던 시기에 청자를 생산했던 벽돌가마(전축요, 塼築窯)와 진흙가마(토축요, 土築窯)가 둘 다 확인되었다. 이러한 가마 축조 양식의 변화는 벽돌가마에서 진흙가마로 변천하는 한반도 초기청자 가마의 전환기적인 양상을 보여준다.
조사된 벽돌·진흙가마는 총 길이 43m로, 호남지역 최대 규모의 초기 청자가마이며, 최초 가마의 벽체를 벽돌로 축조하였다가 내벽을 진흙·갑발을 활용하여 개보수하는 방식으로 요업을 이어갔음을 확인하였다. 또 다른 가마인 진흙가마는 총 길이 13.4m로, 벽돌 없이 진흙과 갑발로 구축되어 있다.
가마 내부와 대규모 폐기장에서는 해무리굽완, 잔, 잔받침, 주전자, 꽃무늬 접시 등 다양한 초기청자와 다량의 벽돌, 갑발 등 요도구들이 발견되었다. 아울러 ‘大(대)’자명 등의 명문이 새겨진 청자를 비롯하여 고누놀이가 새겨진 갑발, 청자가마의 배연공으로 추정되는 벽체 조각 등의 유물도 출토되었다.
「진안 도통리 청자요지」는 초기청자를 생산했던 가마의 변화양상 등을 통해 우리나라 초기청자의 발생과 변천과정을 보여주고 있어 초기청자 연구에 매우 중요한 유적으로 역사적‧학술적인 가치가 높다.

## 전라북도 기념물 지정사유
시굴조사를 통해 6m 가까이 퇴적된 폐기장이 확인되었으며, 여기에서는 선해무리굽, 중국식해무리굽 등을 갖는 청자편들과 함께 벽돌, 요도구 등이 출토되었다. 초기 청자요지인 용인 서리와 시흥 방산동과 같은 벽돌가마가 사용되었음을 알 수 있으며, 벽돌가마는 전북지역 최초의 예이다. 벽돌가마의 사용과 함께 출토된 유물들은 중국과의 교류관계 등을 살필 수 있는 학술적 공예사적으로 중요한 자료이므로 지정 보존할 가치가 있다.

## 사적 지정사유
진안 도통리 청자요지는 내동산에서 서북쪽으로 뻗어 내린 산줄기 끝에 10~11세기에 걸쳐 조성된 초기청자요지로, 벽돌가마와 진흙가마가 모두 확인되어 우리나라 청자의 발생과 전파과정 등을 다각적으로 검토할 수 있는 역사적·학술적 가치가 높은 유적이다.

## 같이 보기
- 용인 서리 고려백자 요지 - 사적 제329호
- 시흥 방산동 청자와 백자 요지 - 사적 제413호

## 참고 자료
- 진안 도통리 청자요지 - 국가유산청 국가유산포털